# Картерсвилл
Картерсвилл (англ. Cartersville) ― город в округе Бартоу американского штата Джорджия, расположенный на северо-западной окраине столичного района Атланта. По данным переписи 2010 года, население города составляло 19 731 человек. Картерсвилл является центром округа Бартоу.

## История
Ранее Картерсвилл назывался Бирмингемом. Город был заселен преимущественно англичанами. В 1854 году он был инкорпорирован как Картерсвилл. Новое название произошло от имени Фариша Картера, владельца крупной плантации. В Картерсвилле жил Амос Акерман, генеральный прокурор США при президенте Улиссе Гранте.
В 1867 году Картерсвилл был назначен центром округа Бартоу.

## Демография
По данным переписи населения 2010 года, в городе проживало 19 010 человек. Население Картерсвилла значительно растёт. Плотность населения составляла 680,7 человек на квадратный километр (262,9/км2). Расовый состав города составлял 63,93% белых, 29,64% афроамериканцев, 0,82% азиатов, 0,28% коренных американцев, 0,04% жителей Тихоокеанских островов, 3,76% представителей других рас и 1,53% представителей двух или более рас. Испаноязычные или латиноамериканцы составляли 7,28% населения.

## Достопримечательности
- Музей западного искусства Бута
- Этова-Маундз
- Научный музей Теллуса
- Первая в мире наружная вывеска Coca-Cola, нарисованная в 1894 году, находится в центре Картерсвилла на стене аптеки Young Brothers Pharmacy.
- Дом-музей Роуз-Лоун
- Исторический музей Бартоу

## Образование
Школы, составляющие городскую школьную систему Картерсвилла:
- Начальная школа Картерсвилла
- Средняя школа Картерсвилла
- Христианская академия Excel
- Троицкая школа
- Школа Монтессори
- Колледж Джорджии Хайлендз

## Экономика
Производство, туризм и сфера услуг играют важную роль в экономике города. Самые крупные организации включают:
- Anheuser-Busch
- Georgia Power
- Komatsu
- Shaw Industries

## Известные жители
- Боб Бёрнс ―  барабанщик группы Lynyrd Skynyrd.
- Ребекка Латимер Фелтон ― политик, писательница, преподавательница.
- Уэйн Найт ― актёр кино и телевидения.
- Хлоя Грейс Морец ― актриса и модель.
- Бенджамин Уокер ― актёр.
- Бутч Уокер ― музыкант, автор песен и продюсер.